# Tulipa rhodopea
Tulipa rhodopea är en liljeväxtart som först beskrevs av Josef Velenovský, och fick sitt nu gällande namn av Josef Velenovský. Tulipa rhodopea ingår i släktet tulpaner, och familjen liljeväxter. Inga underarter finns listade.